# Подымов, Александр Валерьевич
Алекса́ндр Вале́рьевич Поды́мов (род. 22 июля 1988, Москва, СССР) — российский футболист, полузащитник.

## Карьера

### Клубная
В 6 лет стал заниматься футболом в команде «Трудовые резервы» под руководством своего отца. В 2002 году ему было предложено перейти в ФШМ. В 15 лет попал в дубль «Торпедо», а через 1,5 года тренер Сергей Петренко привлёк его в основу. В чемпионате России дебютировал 14 мая 2006 года, в матче 9-го тура против московского «Локомотива», выйдя на замену на 81-й минуте вместо Сергея Будылина. В 2007 и 2008 годах в первом дивизионе сыграл 26 матчей. После того, как «Торпедо» вылетело во второй дивизион, перешёл в «Нару-ШБФР». Через год ушёл в липецкий «Металлург», в составе которого сыграл 42 матча во втором дивизионе и 4 матча в Кубке, забив 13 голов. В августе 2011 года принял приглашение «Нефтехимика». Вышел с нижнекамским клубом из второго дивизиона в ФНЛ (первый дивизион). 26 февраля 2013 года был заявлен в состав саратовского «Сокола». 22 июля 2013 года перешёл в подольский «Витязь».
Перед началом сезона 2014/15 перешёл в подмосковные «Химки». В сезоне 2016/17 вновь выступал в «Витязе». По итогам сезона Подымов с девятью голами стал вторым бомбардиром в зоне «Центр». После фактического банкротства последнего и объединения с молодёжной командой летом 2017 года полузащитник заключил контракт с ивановским «Текстильщиком». В своем дебютном матче за команду он отметился забитым голом в ворота московского «Чертаново», который не помог ивановцам уйти от поражения (1:2)..

### В сборной
В 2006 году в составе юношеской сборной России стал бронзовым призёром Мемориала Гранаткина, проходившего в Санкт-Петербурге, провёл все 5 матчей, забил гол в полуфинале в ворота сборной Германии (1:1, пен. — 2:4).

## Достижения
- Победитель Второго дивизиона (2): 2011/12 (зона «Урал-Поволжье»), 2018/19 (зона «Запад»)
- Серебряный призёр Второго дивизиона (2): 2013/14 (зона «Центр»), 2017/18 (зона «Запад»)
- Бронзовый призёр зоны «Центр» Второго дивизиона: 2012/13